# Meier Firmengruppe
Die Meier Firmengruppe GmbH & Co. KG ist ein Unternehmen der Baustoffindustrie mit Sitz in Lauterhofen.

## Geschichte
Das Unternehmen wurde 1883 von den Brüdern Josef und Georg Markus Meier als Betonwarenfabrik gegründet. 1965 erfolgte die Eröffnung des ersten Baustoffhandels des Unternehmens in Sulzbach-Rosenberg. In den folgenden Jahren wurden weitere Standorte mit Baustoffhandel eröffnet. 2002 eröffnete das Unternehmen ein Betonfertigteilwerk am Standort Lauterhofen.

## Meier-Gruppe

### Betonwerk
Das Werk in Lauterhofen produziert Betonfertigteile.

### Baumärkte
Unter der Marke Meier Baustoffe werden Baustoffmärkte in Lauterhofen, Amberg, Schnaittenbach und in Weiden in der Oberpfalz betrieben. Der Baumarkt in Sulzbach-Rosenberg wird unter der Marke Obi betrieben.